# Раменье (Рязанская область)

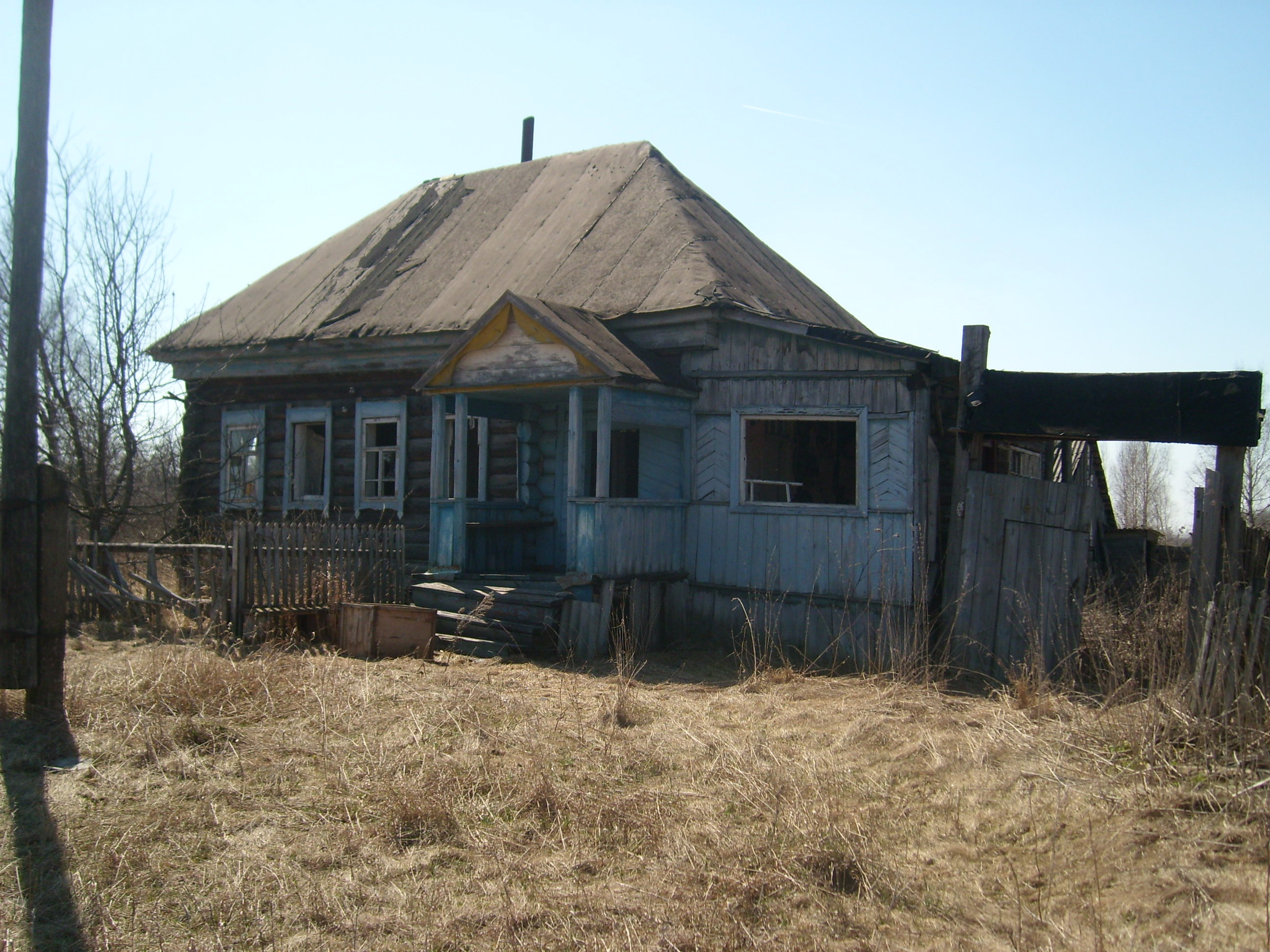

Раменье — посёлок в Шацком районе Рязанской области в составе Желанновского сельского поселения.

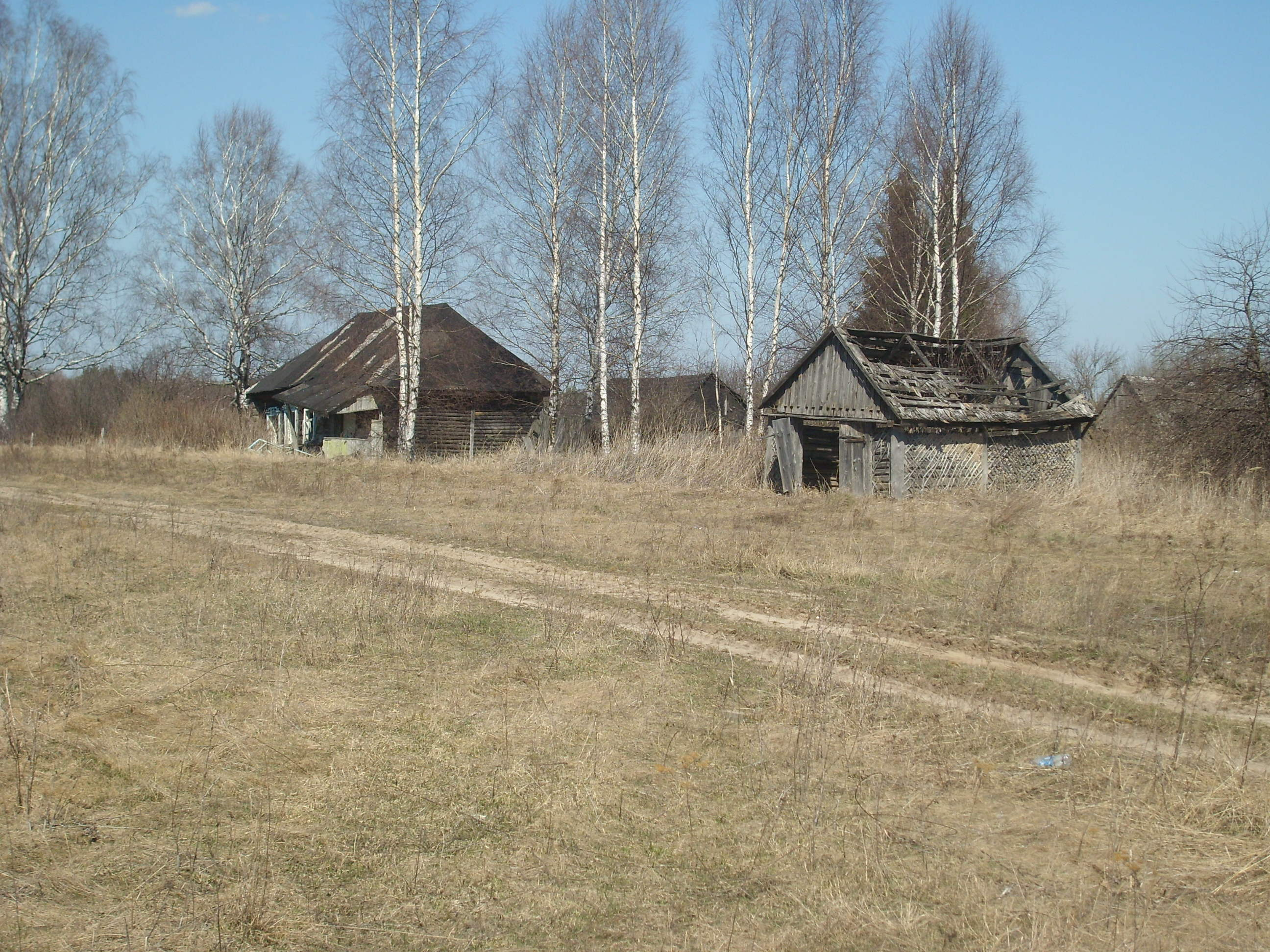
пос. Раменье, 2008 г.

## Географическое положение
Посёлок Раменье расположен на Окско-Донской равнине в 21 км к юго-востоку от города Шацка. Расстояние от деревни до районного центра Шацк по автодороге — 39 км.
Посёлок окружен большими лесными массивами. Ближайшие населённые пункты — посёлок Весёлый и село Завидное.

## История
Посёлок Раменье возник в конце XIX — начале XX вв., как одноимённый лесной хутор, принадлежавший семье графов Шуваловых. К 1911 г., по данным А. Е. Андриевского, хутор Раменье относился к приходу Архангельской церкви села Желанное.

## Происхождение названия
Название посёлка соотносится с диалектными словами рамень, раменье, значения которых варьируются в зависимости от территории их употребления. Как отмечает В. И. Даль, «раменье» — народный географический термин обозначающий лес, соседний с полями, с пашней; в рязанском варианте мешаное чернолесье, ель, пихта, липа, береза, осина, более по суглинку с моховиной; или густой, дремучий, тёмный лес. Применительно к названию населённого пункта «раменье» — деревня, селение под лесом.

## Население
| 2010 | 2012 |
| ---- | ---- |
| 0    | →0   |